# Fonte da Bica

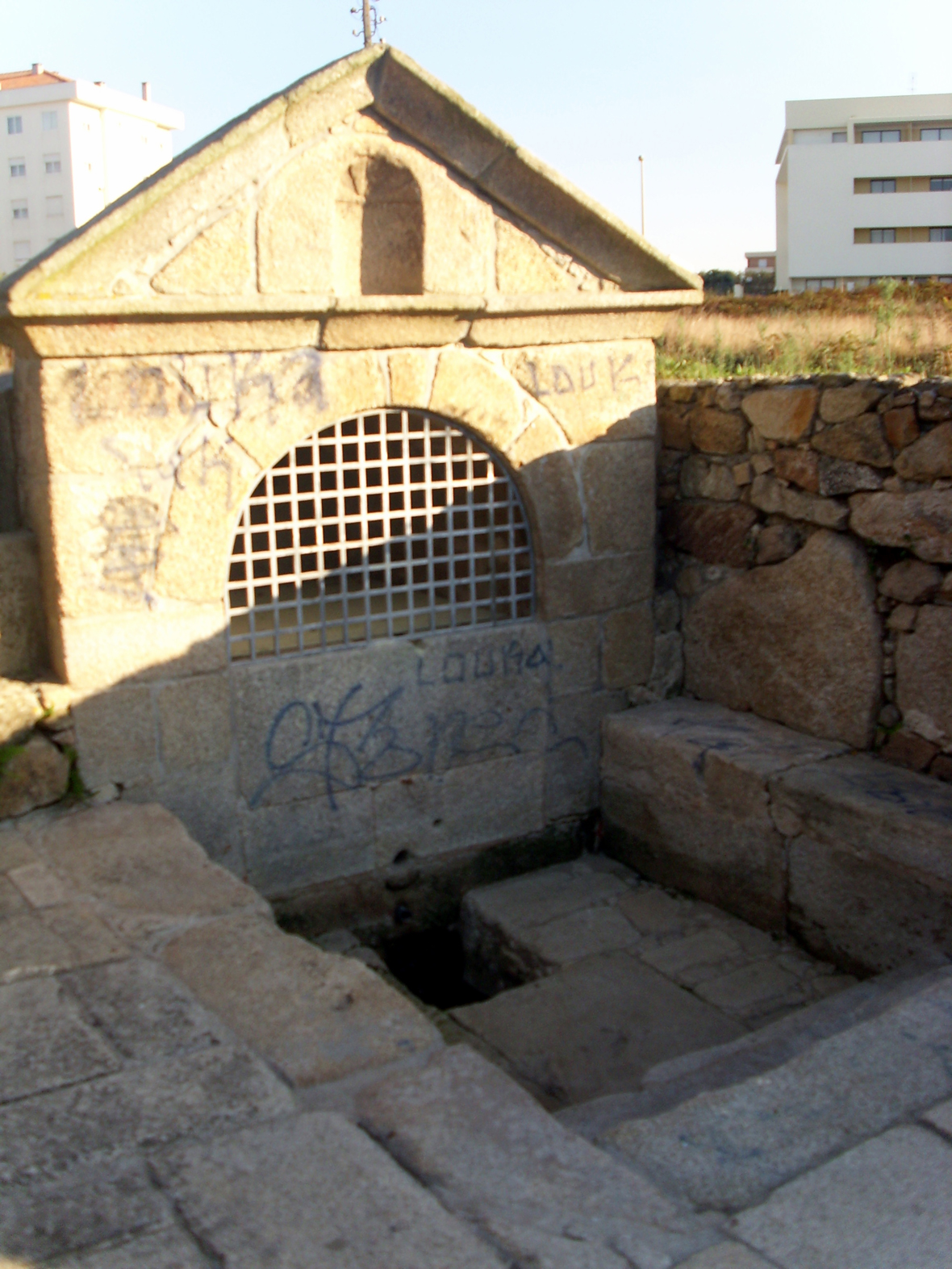
Fonte da Bica no Largo da Fonte da Bica.

Fonte da Bica ou Fonte de Coelheiro é uma fonte histórica da cidade da Póvoa de Varzim em Portugal, localizada em Coelheiro.
As mais antigas referências conhecidas à fonte datam de 1553 e 1567. Foi outrora a principal fonte que, pelo Aqueduto de Coelheiro, fornecia água ao centro da cidade e ao qual estão associadas lendas e tradição casamenteira.
Dizia-se que a fonte além de "providenciar magnífica água potável", providenciava também "às raparigas solteiras um meio excelente de provisão de matrimónio". Para tal bastava atirar uma pedrinha para o nicho que remata a fonte, se caisse dentro o matrimónio era certo.
Diz-se que nas noites de sexta-feira de Lua Cheia o Diabo passava pela fonte em direcção à Ponte do Coelheiro (ou Ponte do Diabo) por cima do ramal de Famalicão.
A fonte tem sido alvo de vandalismo, apesar de se encontrar protegida como património pelo município. Realiza-se ali anualmente a Noite do Fado organizada pela associação do bairro, o Grupo Recreativo Estrela do Bonfim.